# Corail (tog)
Corail er navnet på en række personvogne hos SNCF, der blev taget i brug 1975. De kører normalt på det almindelige jernbanenet udenfor de franske højhastighedsbaner. Da vognene indsattes, blev de forsynet med aircondition, lydisolering og mm. hvilket gjorde dem mere komfortable end de gamle InterCity-vogne. SNCF bestilte over 3000 vogne, hvor mange af vognene stadig er i drift. Nogle vogne er dog blevet moderniseret og omdøbt til bl.a. Téoz, Lunéa og Intercités. Navnet Corail anses som en sammentrækning af ordene 'comfort' og 'rail'.
Da den moderne TGV-service kom til, moderniserede SNCF samtlige Corail-vogne, der kaldtes Corail Plus-programmet. Efter et par år blev en del vogne genmoderniseret for at holde trit med TGV-togene. Disse vogne fik bl.a. ny bemaling og et stærkt moderniseret interiør. En anden del blev gearet til at klare kørsler med en hastighed på 200 km/t, og bruges i regionale tjenester under navne som TER 200 og Interloire.
En anden type moderniserede Corail-vogne er Lunéa-vogne (liggevogne). Nattogene opererer på en række indenlandske ruter, der tilbyder rejse i begge klasser. Passagerer rejser i kupéer á 4 eller 6 køjer, der kan skubbes ind.
En Corail-vogn er 26,4 meter lang, og 2,825 meter bred. Vognen vejer ca. 42 tons, har 88 sæder på 2. klasse og 58 på 1. klasse. Dens bogier er af typen Y 32 A, og dens maksimale hastighed ligger på 160 km/t eller 200 km/t.
- Corail-styrevogn, litreret B5uxh. (TER 200)
- Alm. Corail.
- Corail Téoz.
- Interiøret i 2. klasse.

## Fodnoter
1. 1 2  'TER' er en forkortelse for Transport Express Régional, hvilket betyder regionaltog. Interloire er også et regionaltog, der dog kører interregionalt fra regionen Pays de la Loire.

- Wikimedia Commons har flere filer relateret til Corail (tog)